# Condado de Gates
El condado de Gates (en inglés: Gates County, North Carolina), fundado en 1779, es uno de los 100 condados del estado estadounidense de Carolina del Norte. En el año 2000 tenía una población de 10 516 habitantes con densidad poblacional de 12 personas por km². La sede del condado es Gatesville.

## Geografía
Según la Oficina del Censo, el condado tiene un área total de 896 km² (345,9 mi²), de la cual 883 km² (340,9 mi²) es tierra y 13 km² (5 mi²) es agua.

## Demografía
En el 2000 la renta per cápita promedia del condado era de $35 647, y el ingreso promedio para una familia era de $41 511. El ingreso per cápita para el condado era de $15 963. En 2000 los hombres tenían un ingreso per cápita de $32 227 contra $21 014 para las mujeres. Alrededor del 17.00% de la población estaba bajo el umbral de pobreza nacional.

## Lugares

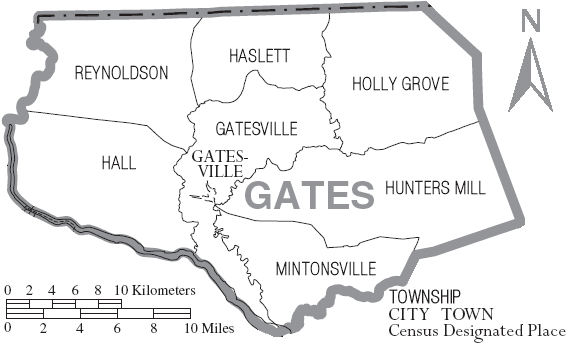
Mapa del Condado de Gates en Carolina del Norte con sus municipios

### Ciudades y pueblos
- Gatesville
- Sunbury

### Municipios
El condado se divide en siete municipios: Municipio de Gatesville, Municipio de Hall, Municipio de Reynoldson, Municipio de Haslett, Municipio de Holly Grove, Municipio de Hunters Mill y Municipio de Mintonsville.

### Condados y ciudades limítrofes Independiente
- Suffolk (Virginia) norte
- Condado de Camden noreste
- Condado de Pasquotank este
- Condado de Perquimans sureste
- Condado de Chowan sur
- Condado de Hertford oeste
- Condado de Southampton noroeste